# Gandawa-Wevelgem 2007
69. edycja Gandawa-Wevelgem odbyła się 11 kwietnia 2007. Wyścig rozegrano na trasie o długości 207 km, ze startem w Dienze i metą w Wevelgem. Triumfatorem po brawurowej ucieczce został Niemiec Marcus Burghardt z Team T-Mobile, który przyjechał na metę przed swoim kolegą z drużyny, Rogerem Hammondem.

## Wyniki
| M-ce | Imię i nazwisko    | Kraj            | Drużyna                        | Czas                         |
| ---- | ------------------ | --------------- | ------------------------------ | ---------------------------- |
| 1.   | Marcus Burghardt   | Niemcy          | T-Mobile Team                  | 4 h 52 min 14 s (42,50 km/h) |
| 2.   | Roger Hammond      | Wielka Brytania | T-Mobile Team                  | + 0:04                       |
| 3.   | Óscar Freire       | Hiszpania       | Rabobank                       | + 0:05                       |
| 4.   | Francisco Ventoso  | Hiszpania       | Saunier Duval-Prodir           | + 0:06                       |
| 5.   | Christophe Mengin  | Francja         | La Française des Jeux          | + 0:06                       |
| 6.   | Robbie McEwen      | Australia       | Predictor-Lotto                | + 0:15                       |
| 7.   | Max van Heeswsijk  | Holandia        | Rabobank                       | + 0:15                       |
| 8.   | Baden Cooke        | Australia       | Unibet.com                     | + 0:15                       |
| 9.   | José Joaquín Rojas | Hiszpania       | Caisse d’Épargne-Illes Balears | + 0:15                       |
| 10.  | Aleksandr Usow     | Białoruś        | AG2R Prévoyance                | + 0:15                       |